# Garamba (vattendrag)
Garamba är en flod i Kongo-Kinshasa, ett biflöde till Aka. Den rinner genom Garamba nationalpark i provinsen Haut-Uele, i den nordöstra delen av landet, 1 800 km nordost om huvudstaden Kinshasa.